# Межевая (Красноуфимский округ)
Межевая — деревня в Красноуфимском округе Свердловской области. Входит в состав Крыловского сельского совета.

## География
Населённый пункт расположен на левом берегу реки Уфа в 5 километрах на востоко-северо-восток от административного центра округа — города Красноуфимск.

### Часовой пояс
Деревня Межевая как и вся Свердловская область, находится в часовой зоне МСК+2. Смещение применяемого времени относительно UTC составляет +5:00.

## Население
| 2002 | 2010 | 2021 |
| ---- | ---- | ---- |
| 10   | ↗34  | ↗52  |

## Улицы
Деревня разделена на девять улиц (1-я Лесная, 2-я Лесная, 3-я Лесная, 4-я Лесная, Набережная, Нагорная, Полевая, Рябиновая, Садовая) и один переулок (Центральный).